# Comportamiento de enjambre

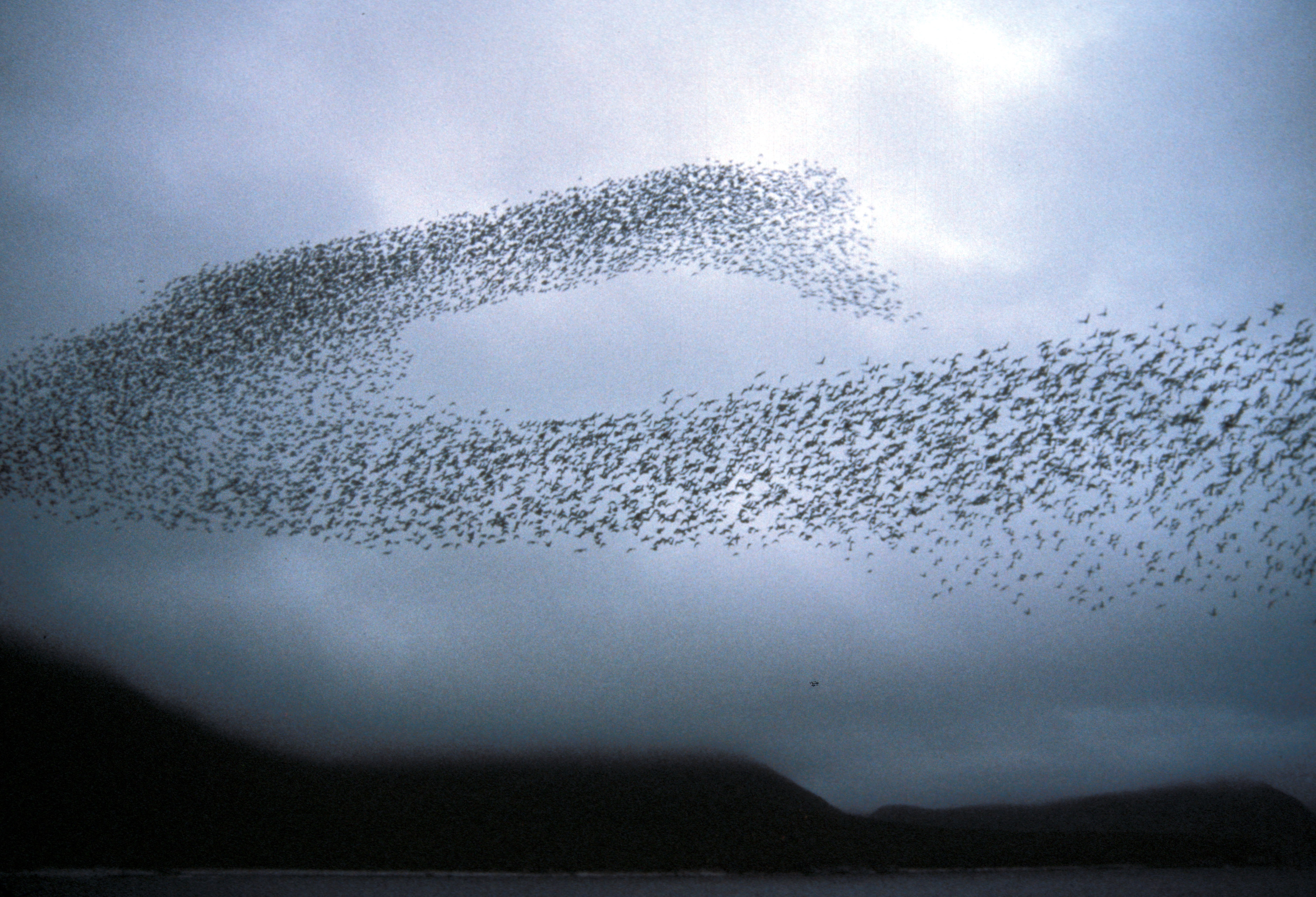
Una bandada de estorninos exhibe un comportamiento de enjambre.

El comportamiento de enjambre, es un comportamiento colectivo exhibido por entidades, en particular animales, de tamaño similar que se agrupan, tal vez pululando por el mismo lugar o tal vez moviéndose "en masa" o migrando en alguna dirección. Es un tema muy interdisciplinar.
Como término, enjambre se aplica particularmente a los insectos, pero también puede aplicarse a cualquier otra entidad o animal que muestre un comportamiento de enjambre. El término bandada o murmuración' puede referirse específicamente al comportamiento de enjambre en aves, herding para referirse al comportamiento de enjambre en tetrápodos, y shoaling o schooling para referirse al comportamiento de enjambre en peces. El fitoplancton también se reúne en enormes enjambres llamados blooms', aunque estos organismos son algas y no se autopropulsan como los animales. Por extensión, el término "enjambre" se aplica también a entidades inanimadas que muestran comportamientos paralelos, como un enjambre robótico, un enjambre de terremotos o un enjambre de estrellas.
Desde un punto de vista más abstracto, el comportamiento de enjambre es el movimiento colectivo de un gran número de entidades autopropulsadas. Desde la perspectiva del modelizador matemático, se trata de un comportamiento emergente que surge de reglas simples que siguen los individuos y no implica ninguna coordinación central. Los físicos de la materia activa también estudian el comportamiento de los enjambres como un fenómeno que no está en equilibrio termodinámico, y como tal requiere el desarrollo de herramientas más allá de las disponibles en la física estadística de los sistemas en equilibrio termodinámico. En este sentido, el enjambre se ha comparado con las matemáticas de superfluidos, concretamente en el contexto de bandadas de estorninos (murmuración).
El comportamiento de los enjambres se simuló por primera vez en un ordenador en 1986 con el programa de simulación boids. Este programa simula agentes simples (boids) a los que se permite moverse de acuerdo con un conjunto de reglas básicas. El modelo se diseñó originalmente para imitar el comportamiento en bandada de las aves, pero puede aplicarse también a bancos de peces y otras entidades en enjambre.

## Modelos
En las últimas décadas, los científicos han recurrido a la modelización del comportamiento de los enjambres para comprenderlo mejor.

### Modelos matemáticos

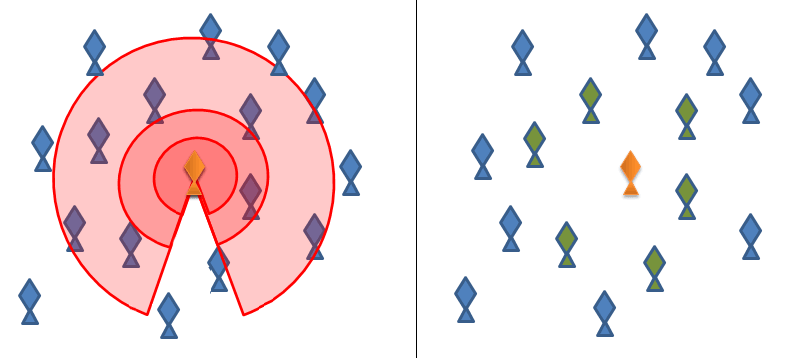
En el modelo de distancia métrica de un banco de peces (izquierda), el pez focal (amarillo) presta atención a todos los peces dentro de la zona pequeña de repulsión (rojo), la zona de alineación (rojo más claro) y la zona más grande de atracción (rojo más claro). En el modelo distancia topológica (derecha), el pez focal sólo presta atención a los seis o siete peces más cercanos (verde), independientemente de su distancia.

Los primeros estudios sobre el comportamiento de los enjambres empleaban modelos matemáticos para simularlo y comprenderlo. Los modelos matemáticos más sencillos de enjambres de animales generalmente representan a los animales individuales siguiendo tres reglas:
- Moverse en la misma dirección que sus vecinos
- Permanecer cerca de sus vecinos
- Evitar colisiones con sus vecinos

El programa informático boids, creado por Craig Reynolds en 1986, simula el comportamiento de los enjambres siguiendo las reglas anteriores. Muchos modelos posteriores y actuales utilizan variaciones de estas reglas, a menudo implementándolas mediante "zonas" concéntricas alrededor de cada animal. En la "zona de repulsión", muy cerca del animal, el animal focal tratará de distanciarse de sus vecinos para evitar la colisión. Un poco más alejado, en la "zona de alineación", el animal focal intentará alinear su dirección de movimiento con la de sus vecinos. En la "zona de atracción" más externa, que se extiende tan lejos del animal focal como éste sea capaz de percibir, el animal focal tratará de acercarse a un vecino.
La forma de estas zonas dependerá necesariamente de las capacidades sensoriales de cada animal. Por ejemplo, el campo visual de un pájaro no se extiende por detrás de su cuerpo. Los peces dependen tanto de la visión como de las percepciones hidrodinámicas transmitidas a través de sus líneas laterales, mientras que el krill antártico depende tanto de la visión como de las señales hidrodinámicas transmitidas a través de antenas.
Sin embargo, estudios recientes sobre bandadas de estorninos han demostrado que cada ave modifica su posición en relación con los seis o siete animales que la rodean directamente, independientemente de lo cerca o lejos que estén. Las interacciones entre estorninos en bandada se basan, por tanto, en una regla topológica, más que métrica. Queda por ver si esto se aplica a otros animales. Otro estudio reciente, basado en un análisis de grabaciones de cámaras de alta velocidad de bandadas sobre Roma y asumiendo unas reglas de comportamiento mínimas, ha simulado de forma convincente una serie de aspectos del comportamiento de las bandadas. 

### Modelos evolutivos
Para comprender por qué los animales desarrollan comportamientos de enjambre, los científicos han recurrido a modelos evolutivos que simulan poblaciones de animales en evolución. Normalmente, estos estudios utilizan un algoritmo genético para simular la evolución a lo largo de muchas generaciones. Estos estudios han investigado una serie de hipótesis que intentan explicar por qué los animales desarrollan comportamientos de enjambre, como la teoría del rebaño egoísta  the predator confusion effect, the dilution effect, and the many eyes theory.

### Agentes
- Mach, Robert; Schweitzer, Frank (2003). «Multi-Agent Model of Biological Swarming». Advances In Artificial Life. Lecture Notes in Computer Science 2801. pp. 810-820. ISBN 978-3-540-20057-4. doi:10.1007/978-3-540-39432-7_87.

### Autoorganización

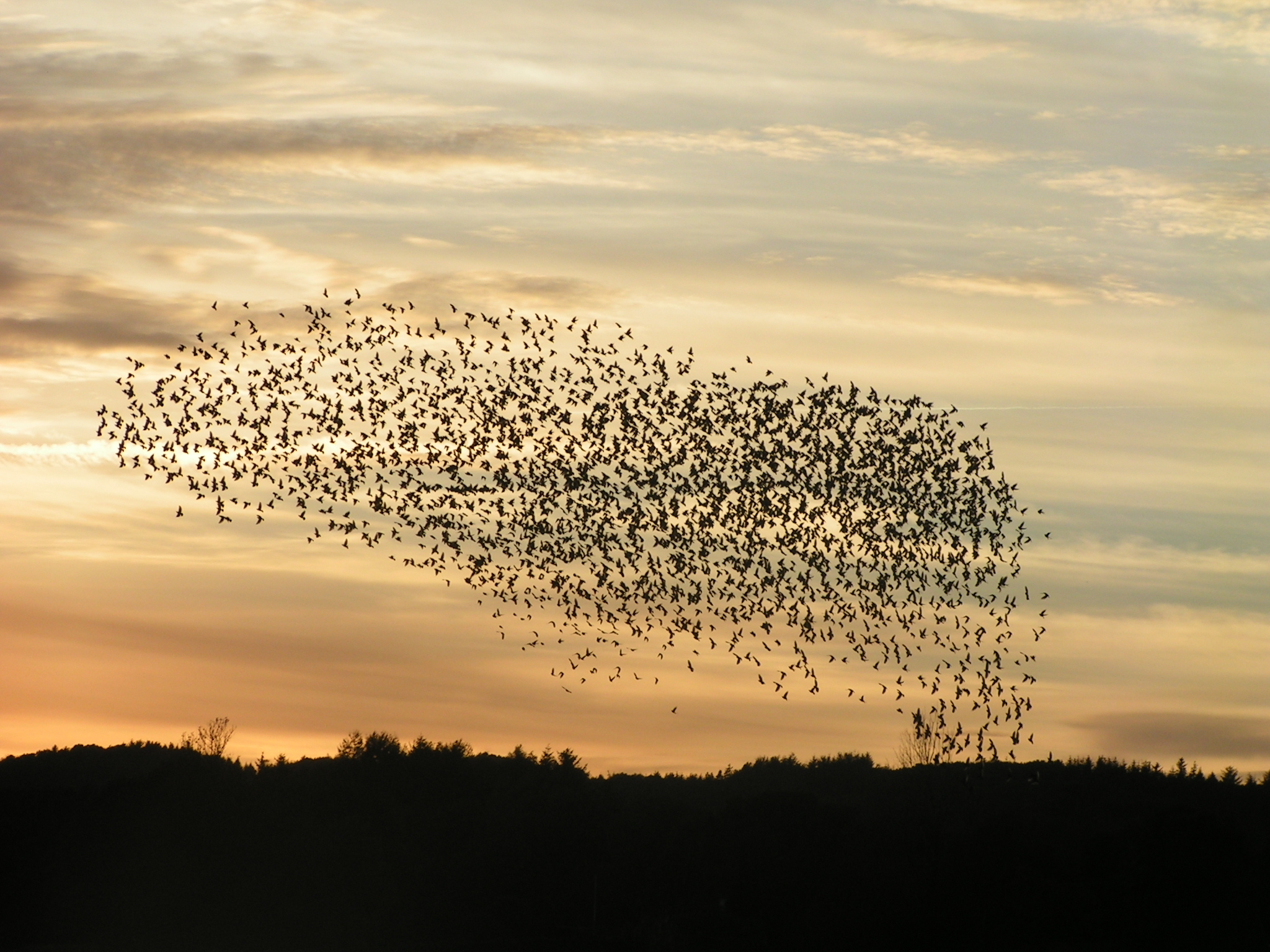
Los pájaros que se mueven en bloques son un ejemplo de autoorganización en biología

### Emergencia
El concepto de emergencia -que las propiedades y funciones que se encuentran en un nivel jerárquico no están presentes y son irrelevantes en los niveles inferiores- suele ser un principio básico detrás de sistemas autoorganizados. Un ejemplo de autoorganización en biología que conduce a la emergencia en el mundo natural se da en las colonias de hormigas. La reina no da órdenes directas ni les dice a las hormigas lo que tienen que hacer.[cita requerida] En su lugar, cada hormiga reacciona a estímulos en forma de olores químicos de larvas, otras hormigas, intrusos, comida y acumulación de desechos, y deja tras de sí un rastro químico que, a su vez, sirve de estímulo a otras hormigas. Aquí cada hormiga es una unidad autónoma que reacciona dependiendo únicamente de su entorno local y de las reglas genéticamente codificadas para su variedad.   A pesar de la falta de toma de decisiones centralizada, las colonias de hormigas exhiben comportamientos complejos e incluso han podido demostrar la capacidad de resolver problemas geométricos. Por ejemplo, las colonias encuentran rutinariamente la distancia máxima desde todas las entradas de la colonia para deshacerse de los cadáveres.

### Estigmergia
Otro concepto clave en el campo de la inteligencia de enjambre es la estigmergia. La estigmergia es un mecanismo de coordinación indirecta entre agentes o acciones.   El principio es que la huella dejada en el entorno por una acción estimula la realización de una acción siguiente, por el mismo agente o por otro distinto. De este modo, las acciones subsiguientes tienden a reforzarse y basarse unas en otras, dando lugar a la aparición espontánea de una actividad coherente y aparentemente sistemática. La estigmergia es una forma de autoorganización. Produce estructuras complejas, aparentemente inteligentes, sin necesidad de planificación, control ni comunicación directa entre los agentes. Como tal, favorece la colaboración eficaz entre agentes extremadamente simples, que carecen de memoria, inteligencia o incluso conciencia mutua.